# Grand Prix automobile d'Espagne 2012
GP précédent GP suivant
Le Grand Prix automobile d'Espagne 2012 (Formula 1 Gran Premio de España Santander 2012), disputé le 13 mai 2012 sur le circuit de Catalogne, est la 863e épreuve du championnat du monde de Formule 1 courue depuis 1950. Il s'agit de la quarante-deuxième édition du Grand Prix d'Espagne comptant pour le championnat du monde de Formule 1, la vingt et unième disputée à Barcelone, et de la cinquième manche du championnat 2012.
Les essais qualificatifs sont marqués par l'exclusion de Lewis Hamilton : après avoir réalisé un tour presque parfait, il est disqualifié par les commissaires de course pour une infraction au règlement sportif de la Formule 1. Pastor Maldonado, jeune pilote vénézuélien, hérite ainsi de la pole position pour la première fois de sa carrière. Lors du Grand Prix, malgré la perte de sa première place au départ, il parvient à devancer Fernando Alonso et Kimi Räikkönen pour s'offrir sa première victoire dans la discipline. Alonso se console en prenant la tête du championnat du monde, ex æquo avec Sebastian Vettel (61 points chacun). À l'issue de la course, dix-huit des vingt-quatre pilotes en lice au championnat ont marqué au moins un point.
Chez les constructeurs, Red Bull Racing conserve la tête du championnat avec 109 points, onze points devant McLaren. Lotus réalise une bonne opération au championnat en consolidant sa troisième place avec 84 points. À la fin du Grand Prix, neuf des douze écuries engagées au championnat ont marqué des points, Caterham, Marussia et HRT n'en ayant pas encore inscrit.

## Essais libres

### Première séance, le vendredi de 10 h à 11 h 30
| Pos. | Pilote             | Voiture          | Chrono         | Écart     |
| ---- | ------------------ | ---------------- | -------------- | --------- |
| 1    | Fernando Alonso    | Ferrari          | 1 min 24 s 430 |           |
| 2    | Sebastian Vettel   | Red Bull-Renault | 1 min 24 s 808 | + 0 s 378 |
| 3    | Kamui Kobayashi    | Sauber-Ferrari   | 1 min 24 s 912 | + 0 s 482 |
| 4    | Jenson Button      | McLaren-Mercedes | 1 min 24 s 996 | + 0 s 566 |
| 5    | Valtteri Bottas    | Williams-Renault | 1 min 25 s 120 | + 0 s 690 |
| 6    | Michael Schumacher | Mercedes         | 1 min 25 s 187 | + 0 s 757 |

La température de l'air est de 22 °C et la piste est à 24 °C au départ de la première séance d'essais libres du Grand Prix d'Espagne. Après un tour d'installation, les pilotes regagnent leur stand et il faut attendre presque vingt minutes pour que Timo Glock réalise le premier tour chronométré en 1 min 45 s 783. Ce temps est ensuite battu par son coéquipier Charles Pic à trois reprises : 1 min 31 s 011, 1 min 29 s 380 et 1 min 29 s 062,,.
Jean-Éric Vergne prend ensuite la tête en tournant en 1 min 27 s 125, 1 min 25 s 620 et 1 min 25 s 367 mais s'incline face à Kamui Kobayashi (1 min 25 s 297 puis 1 min 24 s 912) alors qu'il reste encore une heure avant la fin de la session. De nombreuses équipes testent différents éléments aérodynamiques et ne cherchent pas absolument à réaliser un temps lors de cette séance. Ainsi, McLaren analyse le comportement de sa monoplace selon qu'elle est dotée de son nouveau nez haut ou de son classique nez bas pour comparer les données et choisir la meilleure solution pour la course. La Scuderia Ferrari analyse en profondeur le comportement de sa F2012 qui adopte de nombreuses évolutions,,.
Dans la dernière demi-heure de la séance, Sebastian Vettel tourne en 1 min 24 s 808 mais Fernando Alonso établit finalement le meilleur temps en tournant en 1 min 24 s 754 puis en 1 min 24 s 430,,.
- Valtteri Bottas, pilote essayeur chez Williams F1 Team, a remplacé Bruno Senna lors de cette séance d'essais.
- Dani Clos, pilote essayeur chez HRT, a remplacé Narain Karthikeyan lors de cette séance d'essais.
- Alexander Rossi, pilote essayeur chez Caterham F1 Team, a remplacé Heikki Kovalainen lors de cette séance d'essais.
- Jules Bianchi, pilote essayeur chez Force India, a remplacé Paul di Resta lors de cette séance d'essais.

### Deuxième séance, le vendredi de 14 h à 15 h 30
| Pos. | Pilote           | Voiture          | Chrono         | Écart     |
| ---- | ---------------- | ---------------- | -------------- | --------- |
| 1    | Jenson Button    | McLaren-Mercedes | 1 min 23 s 399 |           |
| 2    | Sebastian Vettel | Red Bull-Renault | 1 min 23 s 563 | + 0 s 164 |
| 3    | Nico Rosberg     | Mercedes         | 1 min 23 s 771 | + 0 s 372 |
| 4    | Lewis Hamilton   | McLaren-Mercedes | 1 min 23 s 909 | + 0 s 510 |
| 5    | Kimi Räikkönen   | Lotus-Renault    | 1 min 23 s 918 | + 0 s 519 |
| 6    | Romain Grosjean  | Lotus-Renault    | 1 min 23 s 964 | + 0 s 565 |

La température ambiante est de 29 °C et la piste est à 43 °C au départ de la deuxième séance d'essais libres. Les pilotes s'élancent immédiatement en piste et Jean-Éric Vergne établit le premier temps de référence en 1 min 27 s 146. Son temps est rapidement amélioré par son coéquipier Daniel Ricciardo (1 min 26 s 622) qui doit lui-même s'incliner face à Sergio Pérez qui tourne en 1 min 25 s 532,,.
Sebastian Vettel prend ensuite la tête de la séance avec un tour bouclé en 1 min 25 s 000 mais est battu par son compatriote Michael Schumacher (1 min 24 s 859) puis par Fernando Alonso (1 min 24 s 739). Alors qu'il reste encore plus d'une heure, Jean-Éric Vergne chausse le premier les pneus tendres et se replace en haut de la feuille des temps en 1 min 24 s 733,,.
Plusieurs autres pilotes chaussent à leur tour les pneus tendres et améliorent leurs performances. Sebastian Vettel reprend le commandement en 1 min 23 s 563 et Jenson Button établit le meilleur temps de la journée en 1 min 23 s 399 alors qu'il reste encore une demi-heure. Plus personne ne parvient à améliorer, notamment en raison des sorties de piste, sans gravité, de Mark Webber et de Sergio Pérez, qui ont ramené une grande quantité de graviers sur la piste,,.
Narain Karthikeyan a été longuement bloqué dans son stand en début de séance et est tombé en panne quelques minutes après avoir pris la piste : il n'a pas bouclé le moindre tour chronométré sur le circuit de Barcelone puisque Dani Clos était au volant de sa monoplace lors de la séance matinale,,.

### Troisième séance, le samedi de 11 h à 12 h
| Pos. | Pilote           | Voiture          | Chrono         | Écart     |
| ---- | ---------------- | ---------------- | -------------- | --------- |
| 1    | Sebastian Vettel | Red Bull-Renault | 1 min 23 s 168 |           |
| 2    | Pastor Maldonado | Williams-Renault | 1 min 23 s 336 | + 0 s 168 |
| 3    | Kamui Kobayashi  | Sauber-Ferrari   | 1 min 23 s 350 | + 0 s 182 |
| 4    | Mark Webber      | Red Bull-Renault | 1 min 23 s 578 | + 0 s 410 |
| 5    | Sergio Pérez     | Sauber-Ferrari   | 1 min 23 s 742 | + 0 s 574 |
| 6    | Fernando Alonso  | Ferrari          | 1 min 23 s 807 | + 0 s 639 |

La température ambiante est de 27 °C et la piste est à 33 °C au départ de la dernière séance d'essais libres. Si les pilotes prennent très vite la piste pour boucler un tour d'installation, il faut attendre vingt minutes pour que Charles Pic fixe le premier temps de référence en 1 min 28 s 495. Daniel Ricciardo l'améliore à deux reprises (1 min 27 s 907 puis 1 min 25 s 672), Nico Rosberg tourne ensuite en 1 min 25 s 158 et Sergio Pérez en 1 min 24 s 554,,.
À la mi-séance, les premiers pneus tendres font leur apparition en piste et, ainsi chaussé, Nico Rosberg prend la tête en 1 min 24 s 070. Plusieurs pilotes se relaient ensuite en tête : Jean-Éric Vergne (1 min 23 s 833), Sergio Pérez (1 min 23 s 742), son coéquipier Kamui Kobayashi (1 min 23 s 336), Pastor Maldonado (1 min 23 s 336) et finalement Sebastian Vettel (1 min 23 s 168) tandis que Romain Grosjean n'a pas bouclé le moindre tour chronométré, victime d'un souci de pression d'essence dès le premier quart d'heure de la séance, l'obligeant à arrêter sa monoplace en piste,,.

## Séance de qualifications

### Résultats des qualifications

#### Session Q1
La température de l'air est de 28 °C et la piste est à 41 °C au départ de la séance de qualification du Grand Prix d'Espagne. Il faut attendre quatre minutes avant que les premiers pilotes s'élancent en piste : Paul di Resta et Nico Hülkenberg pour Force India et Romain Grosjean et Kimi Räikkönen chez Lotus F1 Team. Romain Grosjean prend immédiatement la tête du classement en 1 min 25 s 025 mais, dès que les autres pilotes s'élancent, son temps est amélioré par Fernando Alonso (1 min 24 s 326), Sergio Pérez (1 min 24 s 261) et Lewis Hamilton en deux temps (1 min 24 s 143 puis 1 min 23 s 989),,.
Sebastian Vettel et Mark Webber restent dans leur stand et vont effectuer un seul tour lancé dans cette session. Alors qu'il ne reste que sept minutes, Pastor Maldonado, en pneus tendres, prend la tête en 1 min 23 s 380. Les Red Bull Racing s'élancent alors, elles aussi en pneus tendres, et tous les autres pilotes les imitent,,.
Lors des dernières minutes, Romain Grosjean repasse en tête en 1 min 23 s 248) avant de céder le commandement à Lewis Hamilton en 1 min 22 s 583,,.
Les sept pilotes éliminés sont Narain Karthikeyan, qui ne passe pas la barre des 107 % qualificatifs, son coéquipier Pedro de la Rosa, les deux pilotes Marussia Timo Glock et Charles Pic, les deux pilotes Caterham Heikki Kovalainen et Vitaly Petrov, et Bruno Senna qui est sorti de la piste dans les derniers instants de la séance,,.

#### Session Q2
Les pilotes s'élancent immédiatement en piste et, comme lors de la première phase de qualification, les pneus tendres sont nécessaires afin d'éviter une élimination prématurée. Kamui Kobayashi réalise le premier temps chronométré en 1 min 24 s 031 mais est aussitôt battu par Nico Rosberg (1 min 23 s 401). Alors qu'il reste sept minutes dans la séance, les deux pilotes McLaren prennent ensuite l'ascendant, Jenson Button tournant en 1 min 23 s 319 et Lewis Hamilton en 1 min 22 s 465,,.
En toute fin de séance, Pastor Maldonado parvient à prendre la tête en 1 min 22 s 105, ce qui crée la surprise dans le paddock. Kamui Kobayashi est victime d'un problème technique et doit arrêter sa voiture en piste mais parvient à atteindre la Q3, au contraire de Jenson Button qui a choisi de ne pas remonter en piste, pensant que son temps suffirait pour se qualifier,,.
Les sept pilotes éliminés sont Felipe Massa, Daniel Ricciardo et son coéquipier Jean-Éric Vergne, Nico Hülkenberg et son coéquipier Paul di Resta, Mark Webber, Jenson Button et Michael Schumacher,,.

#### Session Q3
Dès l'ouverture de la session, Lewis Hamilton prend la tête en 1 min 22 s 560 tandis que Sebastian Vettel effectue un tour au ralenti en pneus tendres quand Michael Schumacher fait de même en pneus durs,,.
Alors qu'il ne reste que deux minutes, seuls Hamilton et Rosberg, en 1 min 23 s 005, ont effectué un tour chronométré. Schumacher et Vettel décident de ne pas participer à la séance tandis que Kobayashi, après son incident en Q2, ne peut pas non plus y prendre part. Si Fernando Alonso prend la tête en 1 min 22 s 302, Pastor Maldonado fait mieux en 1 min 22 s 285. Finalement, Lewis Hamilton, seul pilote à avoir effectué deux tours chronométrés durant la session, réalise le meilleur temps en 1 min 21 s 707 avant d'arrêter sa voiture en piste pendant son tour de décélération,,.
À l'issue des qualifications, Narain Karthikeyan reçoit l'autorisation de la part de la FIA de prendre le départ de la course malgré un temps en session Q1 supérieur aux 107 % nécessaires pour pouvoir prendre le départ. L'Indien a été victime d'un problème technique lors des qualifications mais son temps en essai libre, qui aurait été suffisant pour se qualifier, lui a permis de s'assurer la clémence des commissaires de course. Il déclare : « J'ai été très malchanceux depuis le début de ce week-end. Tout s'était très bien passé ce matin, mais cet après-midi je poussais très fort avec mon premier train de pneus et je suis sorti dans le troisième virage. Cela m'a fait faire un plat sur mes pneus et je suis rentré dans mon stand. J'allais ressortir avec un deuxième train de pneus lorsque nous avons découvert des soucis et, par mesure de précaution, nous avons estimé qu'il valait mieux que je ne remonte pas en piste. »
À l'issue des qualifications, la pole position de Lewis Hamilton est annulée par les commissaires de la FIA qui considèrent que McLaren a délibérément demandé à son pilote d'immobiliser sa McLaren MP4-27 en piste afin qu'il reste suffisamment de carburant à bord pour satisfaire à la réglementation. Les voitures doivent en effet arriver au parc fermé avec au minimum un litre d'essence dans le réservoir. Lors du pesage, il restait 1,3 litre de carburant dans la monoplace, mais les commissaires ont estimé qu'il y aurait eu moins d'un litre si Hamilton avait bouclé son tour de décélération pour rejoindre le parc fermé et ont rejeté l'argument de force majeure présenté par McLaren. Le pilote est donc exclu des qualifications et placé à la dernière position sur la grille de départ. Pastor Maldonado, auteur du deuxième temps des qualifications, hérite donc de la pole position, la première de sa carrière, et Fernando Alonso part à ses côtés en première ligne,.

### Grille de départ
| Pos.                                                                                      | Pilote                  | Écurie               | Qualifications 1 | Qualifications 2 | Qualifications 3 |
| ----------------------------------------------------------------------------------------- | ----------------------- | -------------------- | ---------------- | ---------------- | ---------------- |
| 1                                                                                         | Lewis Hamilton SREC     | McLaren-Mercedes     | 1 min 22 s 583   | 1 min 22 s 465   | 1 min 21 s 707   |
| 2                                                                                         | Pastor Maldonado SREC   | Williams-Renault     | 1 min 23 s 380   | 1 min 22 s 105   | 1 min 22 s 285   |
| 3                                                                                         | Fernando Alonso SREC    | Ferrari              | 1 min 23 s 276   | 1 min 22 s 862   | 1 min 22 s 302   |
| 4                                                                                         | Romain Grosjean SREC    | Lotus-Renault        | 1 min 23 s 248   | 1 min 22 s 667   | 1 min 22 s 424   |
| 5                                                                                         | Kimi Räikkönen SREC     | Lotus-Renault        | 1 min 23 s 406   | 1 min 22 s 856   | 1 min 22 s 487   |
| 6                                                                                         | Sergio Pérez SREC       | Sauber-Ferrari       | 1 min 24 s 261   | 1 min 22 s 773   | 1 min 22 s 533   |
| 7                                                                                         | Nico Rosberg SREC       | Mercedes             | 1 min 23 s 370   | 1 min 22 s 882   | 1 min 23 s 005   |
| 8                                                                                         | Sebastian Vettel SREC   | Red Bull-Renault     | 1 min 23 s 850   | 1 min 22 s 884   | Pas de temps     |
| 9                                                                                         | Michael Schumacher SREC | Mercedes             | 1 min 23 s 757   | 1 min 22 s 904   | Pas de temps     |
| 10                                                                                        | Kamui Kobayashi SREC    | Sauber-Ferrari       | 1 min 23 s 386   | 1 min 22 s 897   | Pas de temps     |
| 11                                                                                        | Jenson Button SREC      | McLaren-Mercedes     | 1 min 23 s 510   | 1 min 22 s 944   |                  |
| 12                                                                                        | Mark Webber SREC        | Red Bull-Renault     | 1 min 23 s 592   | 1 min 22 s 977   |                  |
| 13                                                                                        | Paul di Resta SREC      | Force India-Mercedes | 1 min 23 s 852   | 1 min 23 s 125   |                  |
| 14                                                                                        | Nico Hülkenberg SREC    | Force India-Mercedes | 1 min 23 s 720   | 1 min 23 s 177   |                  |
| 15                                                                                        | Jean-Éric Vergne SREC   | Toro Rosso-Ferrari   | 1 min 24 s 362   | 1 min 23 s 265   |                  |
| 16                                                                                        | Daniel Ricciardo SREC   | Toro Rosso-Ferrari   | 1 min 23 s 906   | 1 min 23 s 442   |                  |
| 17                                                                                        | Felipe Massa SREC       | Ferrari              | 1 min 23 s 886   | 1 min 23 s 444   |                  |
| 18                                                                                        | Bruno Senna SREC        | Williams-Renault     | 1 min 24 s 981   |                  |                  |
| 19                                                                                        | Vitaly Petrov SREC      | Caterham-Renault     | 1 min 25 s 277   |                  |                  |
| 20                                                                                        | Heikki Kovalainen SREC  | Caterham-Renault     | 1 min 25 s 507   |                  |                  |
| 21                                                                                        | Charles Pic             | Marussia-Cosworth    | 1 min 26 s 582   |                  |                  |
| 22                                                                                        | Timo Glock              | Marussia-Cosworth    | 1 min 27 s 032   |                  |                  |
| 23                                                                                        | Pedro de la Rosa        | HRT-Cosworth         | 1 min 27 s 555   |                  |                  |
| Temps minimal à réaliser pour la qualification : 1 min 28 s 363 (107 % de 1 min 22 s 583) |                         |                      |                  |                  |                  |
| 24                                                                                        | Narain Karthikeyan      | HRT-Cosworth         | 1 min 31 s 122   |                  |                  |

- Narain Karthikeyan ne parvient pas à rentrer dans les 107 % du meilleur temps de la première séance de qualifications mais obtient une dérogation des commissaires de course et peut participer au Grand Prix.
- Lewis Hamilton, auteur du meilleur temps des qualifications, est déclassé pour avoir immobilisé sa monoplace dans le tour de décélération, enfreignant l'article 6.6.2 de la réglementation technique de la Formule 1. Les commissaires de course accusent son écurie d'avoir enfreint cette règle délibérément pour pouvoir se présenter au parc fermé avec une quantité d'essence conforme au règlement, et ainsi éviter de déroger à une autre règle. Hamilton s'élance de la dernière position sur la grille de départ[22].

## Course

### Déroulement de l'épreuve
Il fait beau et chaud (22 °C dans l'air, 33 °C sur la piste) au départ du Grand Prix d'Espagne où Pastor Maldonado est en pole position et partage la première ligne avec Fernando Alonso. À l'extinction des feux, Alonso prend le meilleur départ, s'engouffre en tête dans le premier virage et devance Maldonado, Kimi Räikkönen, Nico Rosberg et Romain Grosjean. Le Français s'accroche légèrement avec Sergio Pérez et casse un élément de son aileron avant tandis que Pérez, victime d'une crevaison, doit s'arrêter dès le deuxième tour pour changer de pneus,,.
Au sixième tour, Alonso précède Maldonado, Räikkönen, Rosberg, Grosjean, Michael Schumacher, Sebastian Vettel, Jenson Button, Kamui Kobayashi et Jean-Éric Vergne. Au tour suivant, Webber s'arrête changer ses pneumatiques alors qu'il occupait la douzième place. Vettel l'imite au huitième tour, Kobayashi au tour suivant, Rosberg et Paul di Resta au dixième, Alonso, Vergne, Felipe Massa, Nico Hülkenberg, Vitaly Petrov, Grosjean, Schumacher et Massa au onzième et Maldonado au douzième. Quelques minutes plus tard, Michael Schumacher tente de doubler Bruno Senna au freinage du premier virage mais le percute violemment à l'arrière, surpris par un freinage « précoce » du Brésilien : les deux pilotes abandonnent,,.
Lewis Hamilton change ses pneus au quinzième tour mais, comme cela est déjà arrivé lors de Grands Prix précédents, l'équipe fait une erreur qui lui fait perdre un temps précieux. Au dix-septième tour, Fernando Alonso mène devant Maldonado, Räikkönen, Rosberg, Grosjean, Vettel, Button et Kobayashi. Son avantage sur Maldonado est passé à presque quatre secondes. Mark Webber lance la seconde phase de changements de pneumatiques au dix-neuvième tour et en profite pour changer également son aileron avant qui ne lui donne pas satisfaction. L'Australien remonte en piste à la dix-septième place. Pérez change ses pneus dans le même tour tandis que Maldonado revient sur Alonso en tête de course : au vingt-et-unième passage, l'écart est désormais inférieur à deux secondes. Rosberg s'arrête au vingt-troisième tour alors que Massa et Vettel sont sous enquêtes des commissaires de course. Di Resta et Vergne changent leurs pneus au vingt-quatrième passage, Maldonado au suivant, Hamilton, Daniel Ricciardo et Alonso au vingt-sixième, Grosjean au suivant, Räikkönen et Vettel au vingt-huitième. Après un arrêt moins efficace que celui de Maldonado, Alonso reprend la piste en deuxième position,,.
Lewis Hamilton est revenu dans les échappements de Massa mais n'a pas à forcer son talent pour le doubler : Massa et Vettel doivent en effet purger une pénalité (drive-through) pour ne avoir assez ralenti sous drapeaux jaunes. Au trente-deuxième tour, Maldonado devance Alonso de sept secondes. Suivent Räikkönen, Grosjean, Hamilton, Vettel (qui doit encore effectuer sa pénalité), Rosberg, Button, Kobayashi et Hülkenberg. À la mi-course, Alonso revient à six secondes de Maldonado. Hamilton change ses pneus au trente-cinquième tour alors que l'écart entre Maldonado et Alonso continue à se réduire : 6 secondes au trente-septième tour, 5 secondes au suivant puis 4 secondes au quarantième tour. Pendant ce temps, Button change ses pneus au trente-huitième tour, Hülkenberg et Ricciardo au trente-neuvième, Rosberg, Webber et Vergne au suivant, Maldonado et Kobayashi au quarante-et-unième, Vettel et di Resta au quarante-deuxième, Alonso au quarante-quatrième et Räikkönen au quarante-huitième. Comme son coéquipier plus tôt dans la course, Vettel change son aileron avant qui ne donne pas satisfaction,,.
Si Räikkönen et Grosjean ont désormais des pneus leur permettant d'envisager d'aller au bout de la course, la question demeure pour les deux premiers, Maldonado et Alonso, qui sont roues dans roues puisque moins d'une seconde les sépare, Alonso pouvant maintenant utiliser son aileron arrière mobile pour tenter de dépasser son rival. Au cinquantième tour, Maldonado précède Alonso, Grosjean (à 19 secondes), Räikkönen (à 21 secondes), Rosberg, Kobayashi, Hamilton, Button, Vettel et Hülkenberg. À la surprise générale, Romain Grosjean s'arrête pour changer de pneus au cinquante-et-unième tour et reprend la piste derrière son coéquipier : il n'est plus en lice pour la victoire. Kimi Räikkönen, quant à lui, remonte au rythme de plus d'une seconde au tour sur Alonso et Maldonado, toujours séparés par moins d'une seconde. À dix tours de l'arrivée, Maldonado et Alonso, sous la pression de Räikkönen, ne peuvent plus se permettre de changer de pneumatiques s'ils veulent conserver leurs chances de victoire,,.
Au cinquante-quatrième passage, Maldonado devance Alonso d'un peu plus d'une seconde. Suivent Räikkönen à 12 secondes, Grosjean à 27 secondes, Rosberg, Kobayashi qui vient de doubler Hamilton en délicatesse avec ses pneus, Vettel, Button et Hülkenberg. En tête de la course, Alonso lâche finalement prise pendant que Sebastian Vettel prend l'avantage sur Hamilton, en très grande difficulté avec ses pneus à cause de sa stratégie décalée qui lui a toutefois permis de remonter de la dernière à la huitième place. Pastor Maldonado signe sa première victoire en Formule 1, la première d'une Williams depuis le Grand Prix du Brésil 2004 où Juan Pablo Montoya s'était imposé. Fernando Alonso termine à la deuxième place juste devant Räikkönen. Suivent Grosjean, Kobayashi, Vettel, Rosberg, Hamilton, Button et Hülkenberg,,.

### Classement de la course
| Pos. | no | Pilote                  | Écurie               | Tours | Temps/Abandon                      | Grille | Points |
| ---- | -- | ----------------------- | -------------------- | ----- | ---------------------------------- | ------ | ------ |
| 1    | 18 | Pastor Maldonado SREC   | Williams-Renault     | 66    | 1 h 39 min 09 s 145 (185,838 km/h) | 1      | 25     |
| 2    | 5  | Fernando Alonso SREC    | Ferrari              | 66    | + 3 s 195                          | 2      | 18     |
| 3    | 9  | Kimi Räikkönen SREC     | Lotus-Renault        | 66    | + 3 s 884                          | 4      | 15     |
| 4    | 10 | Romain Grosjean SREC    | Lotus-Renault        | 66    | + 14 s 799                         | 3      | 12     |
| 5    | 14 | Kamui Kobayashi SREC    | Sauber-Ferrari       | 66    | + 1 min 04 s 641                   | 9      | 10     |
| 6    | 1  | Sebastian Vettel SREC   | Red Bull-Renault     | 66    | + 1 min 07 s 576                   | 7      | 8      |
| 7    | 8  | Nico Rosberg SREC       | Mercedes             | 66    | + 1 min 17 s 919                   | 6      | 6      |
| 8    | 4  | Lewis Hamilton SREC     | McLaren-Mercedes     | 66    | + 1 min 18 s 140                   | 24     | 4      |
| 9    | 3  | Jenson Button SREC      | McLaren-Mercedes     | 66    | + 1 min 25 s 246                   | 10     | 2      |
| 10   | 12 | Nico Hülkenberg SREC    | Force India-Mercedes | 65    | + 1 tour                           | 13     | 1      |
| 11   | 2  | Mark Webber SREC        | Red Bull-Renault     | 65    | + 1 tour                           | 11     |        |
| 12   | 17 | Jean-Éric Vergne SREC   | Toro Rosso-Ferrari   | 65    | + 1 tour                           | 14     |        |
| 13   | 16 | Daniel Ricciardo SREC   | Toro Rosso-Ferrari   | 65    | + 1 tour                           | 15     |        |
| 14   | 11 | Paul di Resta SREC      | Force India-Mercedes | 65    | + 1 tour                           | 12     |        |
| 15   | 6  | Felipe Massa SREC       | Ferrari              | 65    | + 1 tour                           | 16     |        |
| 16   | 20 | Heikki Kovalainen SREC  | Caterham-Renault     | 65    | + 1 tour                           | 19     |        |
| 17   | 21 | Vitaly Petrov SREC      | Caterham-Renault     | 65    | + 1 tour                           | 18     |        |
| 18   | 24 | Timo Glock              | Marussia-Cosworth    | 64    | + 2 tours                          | 21     |        |
| 19   | 22 | Pedro de la Rosa        | HRT-Cosworth         | 63    | + 3 tours                          | 22     |        |
| Abd. | 15 | Sergio Pérez SREC       | Sauber-Ferrari       | 37    | Transmission                       | 5      |        |
| Abd. | 25 | Charles Pic             | Marussia-Cosworth    | 35    | Transmission                       | 20     |        |
| Abd. | 23 | Narain Karthikeyan      | HRT-Cosworth         | 22    | Écrou de roue                      | 23     |        |
| Abd. | 19 | Bruno Senna SREC        | Williams-Renault     | 12    | Accrochage avec Schumacher         | 17     |        |
| Abd. | 7  | Michael Schumacher SREC | Mercedes             | 12    | Accrochage avec Senna              | 8      |        |

### Pole position et record du tour
Pastor Maldonado signe la première pole position de sa carrière, Romain Grosjean le premier meilleur tour en course de la sienne.
- Pole position :  Pastor Maldonado (Williams-Renault) en 1 min 22 s 285 (203,658 km/h)[27].
- Meilleur tour en course :  Romain Grosjean (Lotus-Renault) en 1 min 26 s 250 (194,296 km/h) au cinquante-troisième tour[28].

### Tours en tête
Parti en pole position, Pastor Maldonado cède sa première place à Fernando Alonso dans le premier virage. Le pilote espagnol mène la course jusqu'à la deuxième vague d'arrêts aux stands, où Maldonado profite d'un arrêt anticipé pour récupérer la place de leader. Dès lors, il parvient à contenir Alonso et Kimi Räikkönen de la troisième vague d'arrêts au drapeau à damier.
- Fernando Alonso : 27 tours (1-9 / 12-26 / 42-44)
- Pastor Maldonado : 37 tours (10-11 / 27-41 / 47-66)
- Kimi Räikkönen : 2 tours (45-46)

## Classements généraux à l'issue de la course
| Pos. | Pilote             | Écurie               | Points |
| ---- | ------------------ | -------------------- | ------ |
| 1    | Sebastian Vettel   | Red Bull-Renault     | 61     |
| 2    | Fernando Alonso    | Ferrari              | 61     |
| 3    | Lewis Hamilton     | McLaren-Mercedes     | 53     |
| 4    | Kimi Räikkönen     | Lotus-Renault        | 49     |
| 5    | Mark Webber        | Red Bull-Renault     | 48     |
| 6    | Jenson Button      | McLaren-Mercedes     | 45     |
| 7    | Nico Rosberg       | Mercedes             | 41     |
| 8    | Romain Grosjean    | Lotus-Renault        | 35     |
| 9    | Pastor Maldonado   | Williams-Renault     | 29     |
| 10   | Sergio Pérez       | Sauber-Ferrari       | 22     |
| 11   | Kamui Kobayashi    | Sauber-Ferrari       | 19     |
| 12   | Paul di Resta      | Force India-Mercedes | 15     |
| 13   | Bruno Senna        | Williams-Renault     | 14     |
| 14   | Jean-Éric Vergne   | Toro Rosso-Ferrari   | 4      |
| 15   | Nico Hülkenberg    | Force India-Mercedes | 3      |
| 16   | Daniel Ricciardo   | Toro Rosso-Ferrari   | 2      |
| 17   | Felipe Massa       | Ferrari              | 2      |
| 18   | Michael Schumacher | Mercedes             | 2      |

| Pos. | Écurie               | Points |
| ---- | -------------------- | ------ |
| 1    | Red Bull-Renault     | 109    |
| 2    | McLaren-Mercedes     | 98     |
| 3    | Lotus-Renault        | 84     |
| 4    | Ferrari              | 63     |
| 5    | Mercedes             | 43     |
| 6    | Williams-Renault     | 43     |
| 7    | Sauber-Ferrari       | 41     |
| 8    | Force India-Mercedes | 18     |
| 9    | Toro Rosso-Ferrari   | 6      |

## Statistiques
Le Grand Prix d'Espagne 2012 représente :
- la 1re pole position de sa carrière pour Pastor Maldonado[32] ;
- le 1er podium et la 1re victoire de sa carrière pour Pastor Maldonado[33] ;
- le 1er meilleur tour en course de sa carrière pour Romain Grosjean[34] ;
- la 114e victoire pour Williams en tant que constructeur, la première depuis 2004[35] ;
- la 144e victoire pour Renault en tant que motoriste[36] ;
- les 1ers tours en tête de sa carrière pour Pastor Maldonado[37].

Au cours de ce Grand Prix :
- Tom Kristensen (huit fois vainqueur des 24 Heures du Mans et six fois vainqueur des 12 heures de Sebring) est nommé conseiller des commissaires de course.